# Canal 8 (Tucumán)
El Canal 8 de Tucumán, estilizado como elochoTV, anteriormente conocido como Telefe Tucumán, es un canal de televisión abierta argentino afiliado a Telefe que transmite desde la ciudad de San Miguel de Tucumán. El canal se llega a ver en todo el Gran San Miguel de Tucumán y zonas aledañas. Es operado por el Grupo Televisión Litoral.

## Historia
El 12 de noviembre de 1982, mediante el Decreto 1203, el Poder Ejecutivo Nacional adjudicó a la empresa Televisora Tucumana Color S.A. (en ese entonces en proceso de formación y conformada por 4 personas) una licencia para explotar la frecuencia del Canal 8 de la ciudad de San Miguel de Tucumán, capital de la provincia homónima.
La licencia inició sus transmisiones regulares el 8 de diciembre de 1983 como LRK 458 TV Canal 8 de San Miguel de Tucumán.
El 21 de septiembre de 1989, el presidente Carlos Menem dispuso por decreto la privatización de los Canales 11 y 13 de la ciudad de Buenos Aires. Una de las empresas que participó en esas licitaciones era la sociedad Televisión Federal S.A. (Telefe), que tuvo en esos momentos como uno de sus principales accionistas a Televisoras Provinciales S.A. (del cual Televisora Tucumana Color S.A., la licenciataria de Canal 8, era accionista).
La licitación de Canal 11 fue ganada por la empresa Arte Radiotelevisivo Argentino (Artear), propiedad del Grupo Clarín. No obstante, debido a que también había obtenido la licencia de Canal 13, tenía que optar por uno de ellos y decidió quedarse con este último y por lo tanto, el 11 terminó en manos de Televisión Federal. La licencia se hizo efectiva el 15 de enero de 1990.
En abril de 1998, se dio a conocer que Televisoras Provinciales vendió su participación en Televisión Federal a Atlántida Comunicaciones y que 7 de las 9 empresas que lo conformaban la empresa aceptaron la oferta presentada por AtCo para quedarse con sus respectivas licencias. (siendo la transacción de esta última completada en septiembre de ese año, pasando todos los canales a formar parte del Grupo Telefe). Los dueños del 8 de Tucumán y de otros 2 canales no aceptaron la oferta de adquisición hecha por Atlántida por sus licencias.
A fines de marzo de 2000, se anunció que Alberto Llaryora vendió la licenciataria del canal a Atlántida Comunicaciones. En ese entonces, la española Telefónica estaba en proceso de adquirir AtCo y sus subsidiarias (entre ellas Telefe, Continental y FM Hit) por aproximadamente U$D 530 millones (siendo dicha transacción completada el 19 de mayo de 2000). Televisora Tucumana Color fue absorbida en 2004 por Televisión Federal. La transferencia de la licencia del ocho a AtCo, y la absorción de la licenciataria por parte Telefe, fueron aprobadas el 30 de marzo de 2017, 17 años después a la venta del canal.

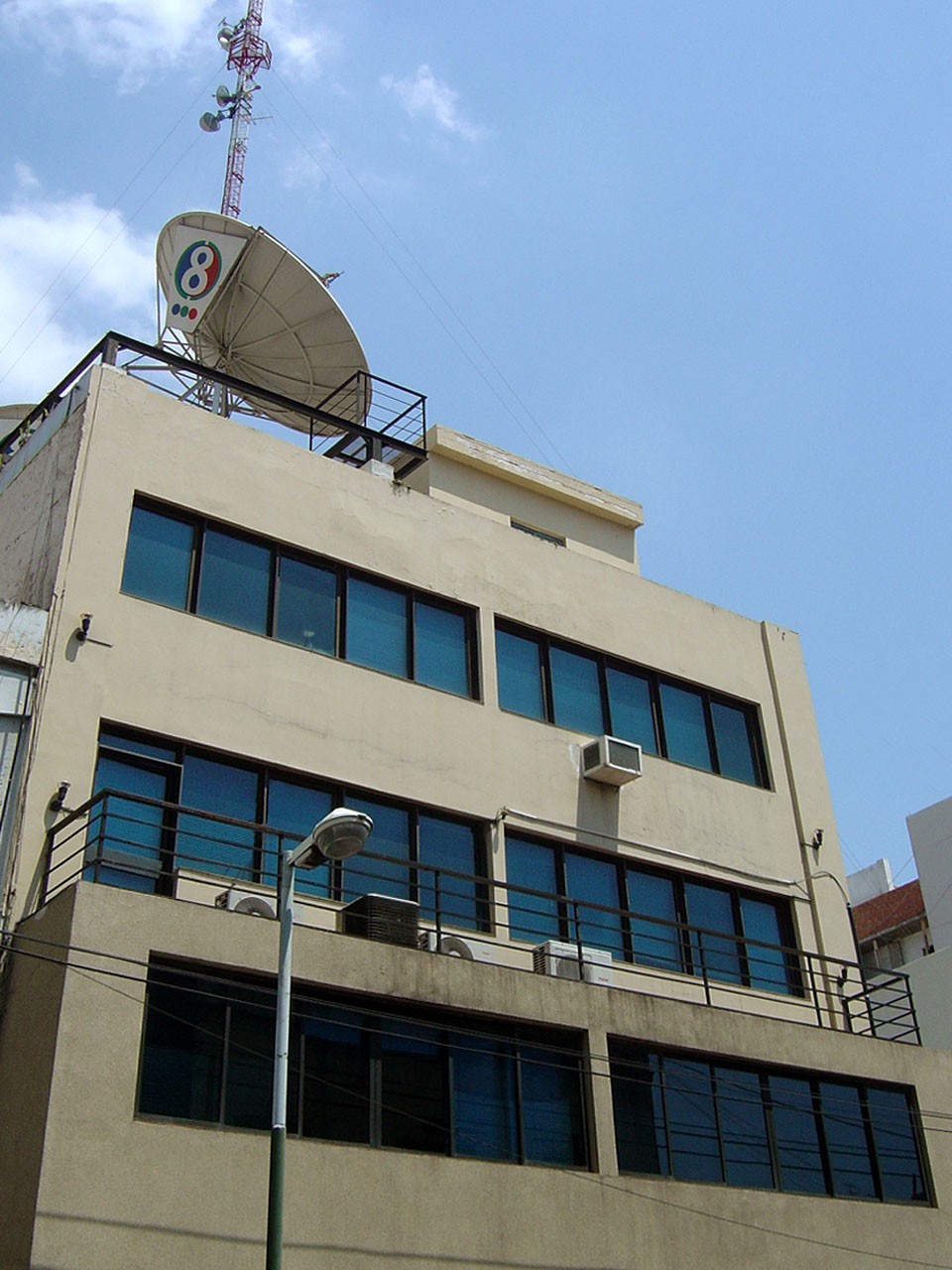
Actuales estudios de Canal 8.

A fines de 2001, se inauguraron las nuevas instalaciones del canal en pleno centro de la capital tucumana.
El 30 de agosto de 2011, la Autoridad Federal de Servicios de Comunicación Audiovisual, mediante la Resolución 1031, autorizó al Canal 8 a realizar pruebas en la Televisión Digital Terrestre bajo el estándar ISDB-T (adoptado en Argentina mediante el Decreto 1148 de 2009). Para ello se le asignó el Canal 31 en la banda de UHF.

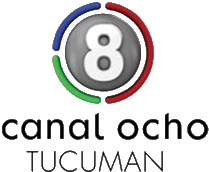
Logo utilizado por Canal 8 entre 2011 y 2018.

El 6 de diciembre de 2012, Telefe presentó su plan de adecuación voluntaria ante la Autoridad Federal de Servicios de Comunicación Audiovisual con el fin de adecuarse a la Ley de Servicios de Comunicación Audiovisual, donde propuso poner en venta los canales 7 de Neuquén y 9 de Bahía Blanca. El plan fue aprobado el 16 de diciembre de 2014 (dos años después), logrando Telefónica retener 7 de los 9 canales que pertenecen al Grupo Telefe (entre ellos, el Canal 8). Sin embargo el 29 de diciembre de 2015, mediante el Decreto 267/2015 (publicado el 4 de enero de 2016), se realizaron cambios a varios artículos de la ley (entre ellos el Artículo 45, que indicaba que el licenciatario no podría cubrir con sus medios de comunicación abiertos más del 35% de la población del país); a raíz de la eliminación del porcentaje límite de cobertura nacional, Telefe ya no tendría obligación de vender los dos canales, pudiendo mantener a los 8 canales del interior en su poder. El 2 de febrero de 2016, el Ente Nacional de Comunicaciones (sucesora de la AFSCA) decidió archivar todos los planes de adecuación (incluyendo el de Telefe); como consecuencia de esto, Telefe ya no tiene obligación de vender ninguno de sus canales de televisión.
El 26 de febrero de 2015, la Autoridad Federal de Servicios de Comunicación Audiovisual, mediante la Resolución 35, le asignó a Canal 8 el Canal 20.1 para emitir de forma regular (en formato HD) en la Televisión Digital Terrestre.
El 3 de noviembre de 2016, se anunció que el grupo estadounidense Viacom había llegado a un acuerdo para comprar Telefe y sus canales (incluyendo el 8) por U$D 345 millones. La compra se concretó el 15 de noviembre. El ENACOM aprobó la transferencia de Telefe y sus licencias a Viacom el 30 de marzo de 2017.
El 14 de noviembre de 2018, se dio a conocer que el 21 de noviembre de ese año, a raíz de un cambio estratégico de cara al apagón analógico, los canales del Grupo Telefe en el interior (incluido el 8) iban a reemplazar su identificación comercial basada en la frecuencia analógica de la licencia por la de Telefe. Como consecuencia de este cambio, Canal 8 adoptó el nombre de Telefe Tucumán.
El 13 de agosto de 2019, CBS Corporation y Viacom anunciaron que llegaron a un acuerdo para fusionar sus respectivas unidades de negocio (incluyendo a Telefe y Canal 8) bajo el paraguas de la primera (que pasaría a llamarse ViacomCBS). La fusión fue completada el 4 de diciembre.
Luego de varias semanas en prueba, el 24 de noviembre del 2020, con un especial en vivo llamado "Somos HD", se lanzó oficialmente la señal HD de Telefe Tucumán, siendo así el 5° canal del Grupo Telefe en el interior en emitir en HD, (unos días antes adquirieron la gráfica del Noticiero de la gente del Telefe de Buenos Aires).
El 31 de enero de 2023 se hizo oficial la venta del canal al Grupo Televisión Litoral, dueña de los canales 3 de Rosario y 6 de Bariloche, por lo cual el 1° de febrero, el canal pasa a llamarse elochoTV, pasando a ser un afiliado de Telefe.

## Programación
Actualmente, parte de la programación del canal consiste en retransmitir parte de los contenidos del Canal 11 de Buenos Aires (cabecera de la cadena Telefe).
La señal también posee programación local, entre los que se destacan Vivo Tucumán (que es el servicio informativo del canal), Elegidos (el histórico programa musical de la señal), Junto a Ellas (programa dedicado a la mujer), La Vuelta al Mundo (programa de turismo conducido por Edy Cifre), Vox Populi Tv (magazine semanal) y UTN TV (programa institucional perteneciente a la Facultad Regional Tucumán, de la Universidad Tecnológica Nacional), entre otros programas locales.

## Vivo Tucumán
Es la versión local del noticiero porteño Telefe noticias para Tucumán. Actualmente, posee tres ediciones que se emiten de lunes a viernes: a las 7:00 hs. (conducido por Renzo Spuches y Lourdes Ganin), a las 13:00 hs. (conducido por Sergio González y Silvina Saleme Posleman) y a las 20:00 hs.(conducido por Carolina Glasberg y Marcelo Cortés). Es considerado el programa local más visto de Tucumán.
Originalmente, el noticiero (que arrancó pocos meses después a la fundación del canal) se llamó 12 Minutos y se emitía antes de Buenas Noches Argentina (hoy Telenoche, que era emitido por el canal a las 21:00). En 1985, el noticiero local pasó a ser de 1 hora y cambió su nombre por División Noticias.
El 14 de mayo de 2018, debutó el programa «Vivo Tucumán», un magazine matutino, producido por el servicio informativo que reemplazó al programa A las 7 (que había sido levantado por el canal de forma sorpresiva a principios de ese año).
El 18 de diciembre de 2018, casi un mes después del cambio en la imagen institucional de Canal 8, el servicio informativo cambió su nombre por el de Telefe Noticias Tucumán.
El 1 de febrero de 2023, debido la venta de Canal 8 a Televisión Litoral, el noticiero cambia de nombre a Vivo Tucumán, tomando el mismo nombre del noticiero matutino.